# Pododexia
Pododexia är ett släkte av tvåvingar. Pododexia ingår i familjen parasitflugor.
Kladogram enligt Catalogue of Life:
| Pododexia | \| \| Pododexia arachna \| \| \| \| \| \| Pododexia hirtipleura \| \| \| \| \| \| Pododexia similis \| \| \| \| |
|           | \| \| Pododexia arachna \| \| \| \| \| \| Pododexia hirtipleura \| \| \| \| \| \| Pododexia similis \| \| \| \| |
|           | Pododexia arachna                                                                                               |
|           | |
|           | Pododexia hirtipleura                                                                                           |
|           | |
|           | Pododexia similis                                                                                               |
|           | |